# ببغاء أصفر التاج
ببغاء أصفر التاج أو كاكاريكي أصفر الجبهة (باللاتينية: Cyanoramphus auriceps) (بالإنجليزية: Yellow-crowned parakeet)، هو نوع ينتمي إلى بستاكوليداي (فصيلة: Psittaculidae).